# Sammi Davis
Pour les articles homonymes, voir Davis.
Sammi Davis, née le 21 juin 1964 à Kidderminster, dans le comté de Worcestershire, en Angleterre, au (Royaume-Uni), est une actrice britannique.

## Biographie

### Carrière
Sammi Davis débute au cinéma en 1986, en interprétant le rôle de May dans le film Mona Lisa de Neil Jordan.
Dans la foulée, elle tient un rôle significatif dans L'Irlandais, le film de Mike Hodges et dans celui de John Boorman, La Guerre à sept ans.
En 1989, son rôle de Ursula Brangwen dans The Rainbow, de Ken Russell, lui vaut l'éloge de la critique.
De 1991 à 1993, elle interprète Caroline Hailey, un des rôles principaux de la série télévisée américaine Homefront.
Mariée au réalisateur Kurt Voss, qui la dirige en 1990 dans Horseplayer, elle délaisse les plateaux de tournage à la fin des années 1990 pour raison familiale. 
C'est à la télévision qu'elle refait une courte apparition en 2006, dans un épisode de Lost : Les Disparus, où elle est la mère de Charlie Pace, interprété par Dominic Monaghan.
Tony Randel, après Assignment Berlin en 1998, la dirige dix ans après dans The Double Born.

## Filmographie
- 1986 : Mona Lisa
- 1987 : L'Irlandais (A Prayer for Dying) de Mike Hodges
- 1987 : Cœur de lion (Lionheart)
- 1987 : La Guerre à sept ans (Hope and Glory)
- 1988 : Consuming Passions
- 1988 : Le Repaire du ver blanc (The Lair of the White Worm)
- 1989 : L'Arc-en-ciel
- 1990 : Horseplayer
- 1990 : Shadow of China
- 1995 : Four Rooms
- 1997 : Stand-ins
- 1998 : Assignment Berlin
- 1998 : Woundings
- 1999 : Soft Toilet Seats
- 2008 : The Double Born

## Nomination
- 1992 : nommée aux Golden Globe de la Meilleure actrice dans une minisérie ou un téléfilm pour Homefront